# Lelio Casini
Lelio Casini (Pisa, 1865 – Volterra, 17 gennaio 1910) è stato un baritono italiano.

## Biografia
Nato a Pisa nel 1865, dopo aver esercitato la professione di panettiere si buttò nel mondo della lirica, facendo il suo debutto al Teatro Nuovo della città toscana nel 1887, interpretando Renato in Un ballo in maschera  di Giuseppe Verdi. Da quel momento fece rapidamente carriera.
Il 27 novembre 1897 cantò il ruolo di Baldassarre ne L'Arlesiana di Francesco Cilea presso il Teatro Lirico Internazionale di Milano, accanto a Enrico Caruso. Sullo stesso palco, il 2 aprile dell'anno successivo interpretò la versione italiana di Hedda di Fernand Le Borne, di nuovo accanto a Caruso.
Tra i suoi allievi figurarono i baritoni Titta Ruffo e Amleto Barbieri. Morì il 17 gennaio 1910 presso il manicomio di Volterra.

## Alcune tappe della carriera
- 1886 Pisa, (Arena Garibaldi)
- 1886 Pisa, (Nuovo)
- 1887 Pisa, (Nuovo)
- 1889 Pisa, (Arena Garibaldi)
- 1890 Pisa, (Nuovo)

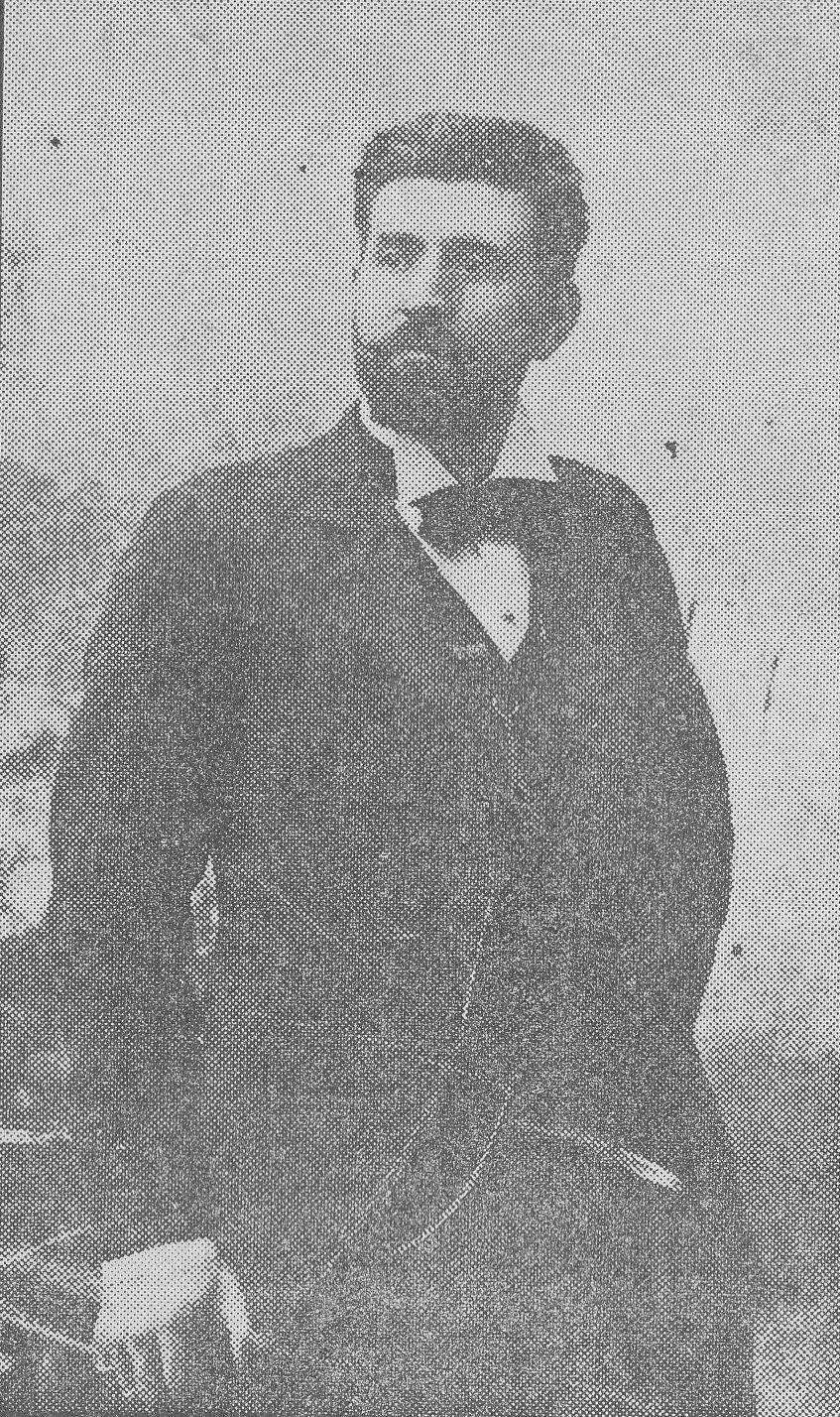
Lelio Casini in una vecchia foto conservata al Teatro Verdi di Pisa

- 1892-1893 Lisbona, Portogallo (S. Carlos)
- 1892 Pisa, (Nuovo)
- 1893 Pisa, (Politeama Nazionale)
- 1896 Parma, (Regio)
- 1898 Pisa
- 1900-1901 Venezia (La Fenice)
- 1901 Pisa
- 1901 Genova, (Paganini)
- 1908 Pisa